# Sam Fox, Aventuras Extremas
Sam Fox: Aventuras Extremas é um programa de televisão australiano para crianças e jovens. A série inclui por agora apenas uma temporada com 26 episódios no total, duração de 30 minutos cada. A SIC começou a transmitir a série no 19 de Julho de 2014 mesmo antes da estreia no canal original.

## Sinopse
Sam Fox é um adolescente com um certo ‘íman’ para o perigo e vai enfrentar desertos, selvas profundas e oceanos, ficando cara-a-cara com tubarões assassinos, leopardos devoradores de homens, tornados em fúria e muitos outros perigos. Baseado nos livros do autor Justin D’Ath.

## Elenco
- Remy Brand como Sam Fox
- Stanley Browning como Rikki McGrath
- Emily Bagg como Josie Brown
- Mavournee Hazel como Emma Fernley Granger
- Harry Russell como Harry Fox, Irmão de Sam
- Angus Russell como Jordan Fox, Irmão de Sam
- Luca Asta Sardelis como April Fox, Irmã de Sam
- Andrew Lindqvist como Nathan Fox, Irmão de Sam
- Charles Mayer como Kingston Fox, Pai de Sam
- Tiffany Knight como Laura Fox, Mãe de Sam

## Temporadas
| Temporada | Temporada | Episódios | Exibição Original    | Exibição Original     | Exibição em Portugal | Exibição em Portugal  |
| Temporada | Temporada | Episódios | Estreia de temporada | Final de temporada    | Estreia de temporada | Final de temporada    |
| --------- | --------- | --------- | -------------------- | --------------------- | -------------------- | --------------------- |
|           | '1'       | 26        | 20 de julho de 2014  | 11 de janeiro de 2015 | 19 de julho de 2014  | 12 de outubro de 2014 |

## 1ª Temporada: 2014-2015
| #  | Título                                  | Estreias                                      | Código de produção |
| -- | --------------------------------------- | --------------------------------------------- | ------------------ |
| 01 | "Isco para Tubarão" "Shark Bait"        | 20 de Julho de 2014 19 de Julho de 2014       | 101                |
| 02 | "A Emboscada à Anaconda" "Grizzly Trap" | 27 de Julho de 2014 20 de Julho de 2014       | 102                |
| 03 | "A Presa do Komodo" "Dingo Danger"      | 3 de Agosto de 2014 26 de Julho de 2014       | 103                |
| 04 | "Ataque Felino" "Cobra Combat"          | 10 de Agosto de 2014 27 de Julho de 2014      | 104                |
| 05 | "Spider Bite"                           | 17 de Agosto de 2014 2 de Agosto de 2014      | 105                |
| 06 | "Anaconda Ambus"                        | 24 de Julho de 2014 3 de Julho de 2014        | 106                |
| 07 | "Lava Charge"                           | 31 de Agosto de 2014 9 de Julho de 2014       | 107                |
| 08 | "Cassowary Chaos"                       | 7 de Setembro de 2014 10 de Agosto de 2014    | 108                |
| 09 | "Sand Blast"                            | 14 de Setembro de 2014 16 de Agosto de 2014   | 109                |
| 10 | "Kamodo Prey"                           | 21 de Setembro de 2014 17 de Agosto de 2014   | 110                |
| 11 | "Alligator Swamp"                       | 28 de Setembro de 2014 23 de Agosto de 2014   | 111                |
| 12 | "Man Eater"                             | 5 de Outubro de 2014 24 de Agosto de 2014     | 112                |
| 13 | "Tempestade Elefante" "Elephant Storm"  | 12 de Outubro de 2014 30 de Agosto de 2014    | 113                |
| 14 | "Cat Attack"                            | 19 de Outubro de 2010 31 de Agosto de 2014    | 114                |
| 15 | "Snake Seige"                           | 26 de Outubro de 2014 6 de Setembro de 2014   | 115                |
| 16 | "Bushfire Rescue"                       | 2 de Novembro de 2014 7 de Setembro de 2014   | 116                |
| 17 | "Armadilha de Ursos" "Bear Blitz"       | 9 de Novembro de 2014 13 de Setembro de 2014  | 117                |
| 18 | "Rattle Rush"                           | 16 de Novembro de 2014 14 de Setembro de 2014 | 118                |
| 19 | "Blue Venom"                            | 23 de Novembro de 2014 20 de Setembro de 2014 | 119                |
| 20 | "Monkey Mayhem"                         | 30 de Novembro de 2014 21 de Setembro de 2014 | 120                |
| 21 | "Bollywood Breakout"                    | 7 de Dezembro de 2014 27 de Setembro de 2014  | 121                |
| 22 | "Muster Badness"                        | 14 de Dezembro de 2014 28 de Setembro de 2014 | 122                |
| 23 | "Rhino Rapage"                          | 21 de Dezembro de 2014 4 de Outubro de 2014   | 123                |
| 24 | "Panther Pursuit"                       | 28 de Dezembro de 2014 5 de Outubro de 2014   | 124                |
| 25 | "Croc Fever"                            | 4 de Janeiro de 2015 11 de Outubro de 2014    | 125                |
| 26 | "Polar Peril"                           | 11 de Janeiro de 2015 12 de Outubro de 2014   | 126                |